# Playoffs NBA 1959
Navigation
Playoffs 1958 Playoffs 1960
Les playoffs NBA 1959 sont les playoffs de la saison NBA 1958-1959. Ils se terminent sur la victoire des Celtics de Boston face aux Lakers de Minneapolis 4 matches à 0 lors des finales NBA.

## Fonctionnement
Dans chaque division, les trois meilleures équipes sont qualifiées pour les playoffs au terme de la saison régulière. À l'Est, les équipes qualifiées sont :
1. les Celtics de Boston
2. les Knicks de New York
3. les Nationals de Syracuse

Les équipes qualifiées à l'Ouest sont :
1. les Hawks de Saint-Louis
2. les Lakers de Minneapolis
3. les Pistons de Détroit

Lors des Demi-finales de Division, le deuxième affronte le troisième dans une série au meilleur des trois matches. Le gagnant rencontre alors, en Finales de Division, le premier de la Division au meilleur des sept matches. Les deux gagnants se rencontrent lors des finales NBA, qui se jouent au meilleur des sept matches.

## Classement en saison régulière
| Champion de division | Qualifié pour les playoffs | Éliminé des playoffs |

| Division Est             | V  | D  | PCT  | GB |
| ------------------------ | -- | -- | ---- | -- |
| Celtics de Boston        | 52 | 20 | .722 | -  |
| Knicks de New York       | 40 | 32 | .556 | 12 |
| Nationals de Syracuse    | 35 | 37 | .486 | 17 |
| Warriors de Philadelphie | 32 | 40 | .444 | 20 |

| Division Ouest        | V  | D  | PCT  | GB |
| --------------------- | -- | -- | ---- | -- |
| Hawks de Saint-Louis  | 49 | 23 | .681 | -  |
| Lakers de Minneapolis | 33 | 39 | .458 | 16 |
| Pistons de Détroit    | 28 | 44 | .389 | 21 |
| Royals de Cincinnati  | 19 | 53 | .264 | 30 |

## Tableau
|  | Demi-finales de Division | Demi-finales de Division | Demi-finales de Division |                       |   | Finales de Division | Finales de Division | Finales de Division |  |  | Finales NBA | Finales NBA       | Finales NBA |
|  |                          |                          |                          |                       |   |                     |                     |                     |  |  |             |                   |             |
|  |                          |                          |                          |                       |   |                     |                     |                     |  |  |             |                   |             |
|  |                          | 1                        | Celtics de Boston        | 4                     |   |                     |                     |                     |  |  |             |                   |             |
|  | Division Est             | 1                        | Celtics de Boston        | 4                     |   |                     |                     |                     |  |  |             |                   |             |
|  |                          |                          | 3                        | Nationals de Syracuse | 3 |                     |                     |                     |  |  |             |                   |             |
|  | 2                        | Knicks de New York       | 3                        | Nationals de Syracuse | 3 | 0                   |                     |                     |  |  |             |                   |             |
|  | 2                        | Knicks de New York       |                          |                       |   | 0                   |                     |                     |  |  |             |                   |             |
|  | 3                        | Nationals de Syracuse    | 2                        |                       |   |                     |                     |                     |  |  |             |                   |             |
|  |                          |                          |                          |                       |   |                     |                     |                     |  |  | E1          | Celtics de Boston | 4           |
|  |                          |                          | O2                       | Lakers de Minneapolis | 0 |                     |                     |                     |  |  |             |                   |             |
|  |                          |                          |                          |                       |   |                     |                     |                     |  |  |             |                   |             |
|  |                          |                          |                          |                       |   |                     |                     |                     |  |  |             |                   |             |
|  |                          | 1                        | Hawks de Saint-Louis     | 2                     |   |                     |                     |                     |  |  |             |                   |             |
|  | Division Ouest           | 1                        | Hawks de Saint-Louis     | 2                     |   |                     |                     |                     |  |  |             |                   |             |
|  |                          |                          | 2                        | Lakers de Minneapolis | 4 |                     |                     |                     |  |  |             |                   |             |
|  | 2                        | Lakers de Minneapolis    | 2                        | Lakers de Minneapolis | 4 | 2                   |                     |                     |  |  |             |                   |             |
|  | 2                        | Lakers de Minneapolis    |                          |                       |   | 2                   |                     |                     |  |  |             |                   |             |
|  | 3                        | Pistons de Détroit       | 1                        |                       |   |                     |                     |                     |  |  |             |                   |             |

## Scores

### Demi-finales de division

#### Division Est
- Nationals de Syracuse - Knicks de New York 2-0
  - 13 mars : Syracuse @ New York 129-123
  - 15 mars : New York @ Syracuse 115-131

#### Division Ouest
- Lakers de Minneapolis - Pistons de Détroit 2-1
  - 14 mars : Detroit @ Minneapolis 89-92
  - 15 mars : Minneapolis @ Detroit 103-117
  - 18 mars : Detroit @ Minneapolis 102-129

### Finales de division

#### Division Est
- Celtics de Boston - Nationals de Syracuse 4-3
  - 18 mars : Syracuse @ Boston 109-131
  - 21 mars : Boston @ Syracuse 118-120
  - 22 mars : Syracuse @ Boston 111-133
  - 25 mars : Boston @ Syracuse 107-119
  - 28 mars : Syracuse @ Boston 108-129
  - 29 mars : Boston @ Syracuse 121-133
  - 1er avril : Syracuse @ Boston 125-130

#### Division Ouest
- Lakers de Minneapolis - Hawks de Saint-Louis 4-2
  - 21 mars : Minneapolis @ St. Louis 90-124
  - 22 mars : St. Louis @ Minneapolis 98-106
  - 24 mars : Minneapolis @ St. Louis 97-127
  - 26 mars : St. Louis @ Minneapolis 98-108
  - 28 mars : Minneapolis @ St. Louis 98-97 (après prolongation)
  - 29 mars : St. Louis @ Minneapolis 104-106

### Finales NBA
- Celtics de Boston - Lakers de Minneapolis 4-0
  - 4 avril : Minneapolis @ Boston 115-118
  - 5 avril : Minneapolis @ Boston 108-128
  - 7 avril : Boston @ Minneapolis 123-110 (joué à St. Paul)
  - 9 avril : Boston @ Minneapolis 118-113